# Kauns
Kauns este o comună în districtul Landeck, landul Tirol, Austria. Comuna este amplasată pe Valea Kaunertal la locul de vărsare a râului Kauns ce vine din Alpii Ötztal în Inn.
1. ↑  Dauersiedlungsraum der Gemeinden Politischen Bezirke und Bundesländer - Gebietsstand 1.1.2018 (în germană), Statistica Austriei, accesat în 10 martie 2019